# USS Batfish (SSN-681)
USS Batfish (SSN-681) – okręt podwodny typu Sturgeon, drugi okręt US Navy noszący nazwę USS "Batfish" ("batfish" to angielska nazwa zwyczajowa kilku różnych gatunków ryb, może się odnosić do rodziny strwolotek (Dactylopteridae), a także Malthe vespertilio, Cephalacanthus spinarella lub Myliobatis californicus - gatunku płaszczki).
Kontrakt na budowę SSN-681 został przyznany Electric Boat Division z General Dynamics Corporation 25 czerwca 1968. Stępkę okrętu położono 9 lutego 1970. Jednostkę zwodowano 9 października 1971, matką chrzestną została pani Arthur R. Gralla. Okręt wszedł do służby 1 września 1972, pierwszym dowódcą został Commander Richard E. Enkeboll.
22 stycznia 1973 "Batfish" uderzył w dno w okolicach Charleston, gdy kierował się w stronę oceanu. Został ściągnięty z mielizny przez holowniki i wrócił do portu, gdzie dużemu remontowi zostało poddane dno okrętu.
"Batfish" 2 marca 1978, dowodzony przez Commandera Thomasa Evansa (który zakończył służbę w stopniu kontradmirała) opuścił Charleston i rozpoczął 77 dniowy rejs znany później jako operacja Evening Star. 17 marca "Batfish" wykrył radziecki okręt podwodny z rakietami balistycznymi typu Navaga (kod NATO: Yankee I) na północnym końcu Morza Norweskiego okło 300 km na północ od koła polarnego. Rozpoczął rejs w pobliżu wroga zbierając cenne dane na temat wrogiego okrętu. Podczas następnych 50 dni Rosjanie nie wykryli amerykańskiego okrętu, a ten zaś tylko dwukrotnie utracił kontakt z przeciwnikiem (raz z powodu sztormu i raz gdy grupa jednostek rybackich przepływała w pobliżu). Za każdym razem odzyskiwał jednak kontakt.
Sowieci byli nieświadomi że ich okręt był śledzony do momentu gdy Warrant Officer John Anthony Walker nie sprzedał im tej informacji (Walker został uznany za winnego szpiegostwa w 1985).
Portem macierzystym "Batfish" było Charleston do września 1994, kiedy to został przeniesiony do Groton, gdzie spędził resztę służby.
"Batfish" został wycofany ze służby i skreślony z listy okrętów 17 marca 1999. Jednostka przeszła program Nuclear Powered Ship and Submarine Recycling w Bremerton i z dniem 22 listopada 2002 uznano, że przestała istnieć.

## Przydziały
- luty 1992 – sierpień 1992: Morze Śródziemne
- marzec 1995 – wrzesień 1995: Morze Śródziemne